# Порумбаку-де-Жос (комуна)
Порумбаку-де-Жос (рум. Porumbacu de Jos) — комуна у повіті Сібіу в Румунії. До складу комуни входять такі села (дані про населення за 2002 рік):
- Колун (185 осіб)
- Порумбаку-де-Жос (1102 особи) — адміністративний центр комуни
- Порумбаку-де-Сус (859 осіб)
- Серата (400 осіб)
- Скорею (687 осіб)

Комуна розташована на відстані 195 км на північний захід від Бухареста, 24 км на схід від Сібіу, 131 км на південний схід від Клуж-Напоки, 90 км на захід від Брашова.

## Населення
За даними перепису населення 2002 року у комуні проживали 3233 особи.
Національний склад населення комуни:
| Національність | Кількість осіб | Відсоток |
| -------------- | -------------- | -------- |
| румуни         | 2989           | 92,5%    |
| цигани         | 208            | 6,4%     |
| угорці         | 31             | 1,0%     |
| німці          | 3              | 0,1%     |
| українці       | 1              | < 0,1%   |

Рідною мовою назвали:
| Мова      | Кількість осіб | Відсоток |
| --------- | -------------- | -------- |
| румунська | 3010           | 93,1%    |
| циганська | 197            | 6,1%     |
| угорська  | 22             | 0,7%     |
| німецька  | 3              | 0,1%     |

Склад населення комуни за віросповіданням:
| Релігія            | Кількість осіб | Відсоток |
| ------------------ | -------------- | -------- |
| православні        | 2994           | 92,6%    |
| греко-католики     | 134            | 4,1%     |
| адвентисти         | 62             | 1,9%     |
| римо-католики      | 15             | 0,5%     |
| унітарії           | 5              | 0,2%     |
| реформати          | 3              | 0,1%     |
| баптисти           | 2              | 0,1%     |
| не релігійні       | 2              | 0,1%     |
| атеїсти            | 1              | < 0,1%   |
| не вказали релігію | 5              | 0,2%     |